# Natalia Proskurina
Natalia Proskurina är en rysk kanotist.
Hon tog bland annat VM-silver i K-1 4 x 200 meter i samband med sprintvärldsmästerskapen i kanotsport 2011 i Szeged.